# Condado de Santa María de Sans
El condado de Santa María de Sans es un título nobiliario español creado el 30 de junio de 1909 por el rey Alfonso XIII a favor de Matías Muntadas y Rovira,  ingeniero químico, miembro de la familia Muntadas, que potenció el desarrollo del municipio de Santa María de Sants (actualmente barrio de Sants, principalmente a través del desarrollo la industria textil.
Su denominación hace referencia al antiguo municipio de Santa María de Sants, integrado en la ciudad de Barcelona desde 1897, y convertido en barrio de esa ciudad. Pertenece al distrito de Sants-Montjuic.

## Condes de Santa María de Sans
|                           | Titular                                     | Periodo                   |
| Creación por Alfonso XIII | Creación por Alfonso XIII                   | Creación por Alfonso XIII |
| ------------------------- | ------------------------------------------- | ------------------------- |
| I                         | Matías Muntadas y Rovira                    | 1909-1927                 |
| II                        | María del Carmen Muntadas y Estruch         | 1928-1970                 |
| III                       | José Antonio de Albert y Muntadas           | 1970-1974                 |
| IV                        | María del Carmen de Albert y de Fontcuberta | 1974-2021                 |
| V                         | María Asunción Solá-Sert y de Albert        | 2021-                     |

## Historia de los condes de Santa María de San s
- Matías Muntadas y Rovira (Santa María de Sants, 1854-Barcelona, 2 de agosto de 1927),[2] I conde de Santa María de Sans.[1]

Casó, el 11 de octubre de 1878, con Carmen Estruch y Malet (1857-1930). Le sucedió, en 1928, su hija:
- María del Carmen Muntadas y Estruch (1882-1970), II condesa de Santa María de Sans.[1]

Casó con José María de Albert Despujol, I barón de Terrades. Le sucedió su hijo:
- José Antonio de Albert y Muntadas (1910-1990), III conde de Santa María de Sans[1] y II barón de Terrades.

Casó con María Asunción de Fontcuberta y de Pascual. Le sucedió, por cesión en 1974, su hija:
- María del Carmen de Albert y de Fontcuberta (Sevilla, 13 de enero de 1938-Barcelona, 26 de octubre de 2023), IV condesa de Santa María de Sans[1] y III baronesa de Terrades.

Casó en 1959 con José María Solá-Sert y Juliá. En 12 de enero de 2022, por cesión le sucedió su hija:
- María Asunción Solá-Sert y de Albert, V condesa de Santa María de Sans.[1][5]